# Jaume Llongueras
Jaume Llongueras i Badia (Barcelona, 1883-ídem, 1955) fue un pintor y decorador español. Estudió en la Escuela de la Llotja. 
A caballo entre el modernismo y el novecentismo, trabajó en Barcelona y Tarrasa. Colaboró con Antoni Gaudí en la decoración de varias de sus obras, como la Sagrada Familia, la Casa Milà y la restauración de la Catedral de Mallorca. También se dedicó a la decoración de interiores: Casa Plandiura, alcaldía de la Casa de la Ciudad de Barcelona (con Xavier Nogués), Palacio de Albéniz, Monasterio de Pedralbes, etc.
- Datos: Q5927244
- Multimedia: Jaume Llongueras i Badia / Q5927244